# Podnoszenie ciężarów na Letnich Igrzyskach Olimpijskich 1988 – II waga ciężka mężczyzn
Rywalizacja w wadze do 110 kg mężczyzn w podnoszeniu ciężarów na Letnich Igrzyskach Olimpijskich 1988 odbyła się 27 września 1988 roku w hali Ol-lim-pik Gong-won. W rywalizacji wystartowało 20 zawodników z 15 krajów. Tytułu sprzed czterech lat nie obronił Włoch Norberto Oberburger, który tym zajął szóste miejsce. Nowym mistrzem olimpijskim został Jurij Zachariewicz z ZSRR, srebrny medal wywalczył Węgier József Jacsó, a trzecie miejsce zajął Ronny Weller z NRD.

## Wyniki
| Pozycja | Zawodnik            | Reprezentacja      | Waga   | Rwanie | Rwanie | Rwanie | Podrzut | Podrzut | Podrzut | Wynik |
| Pozycja | Zawodnik            | Reprezentacja      | Waga   | 1      | 2      | 3      | 1       | 2       | 3       | Wynik |
| ------- | ------------------- | ------------------ | ------ | ------ | ------ | ------ | ------- | ------- | ------- | ----- |
| 1. !    | Jurij Zachariewicz  | ZSRR               | 109,55 | 195,0  | 205,0  | 210,0  | 245,0   | 251,0   | 251,0   | 455,0 |
| 2. !    | József Jacsó        | Węgry              | 106,90 | 182,5  | 190,0  | 190,0  | 220,0   | 227,5   | 237,5   | 427,5 |
| 3. !    | Ronny Weller        | NRD                | 107,75 | 190,0  | 190,0  | 190,0  | 230,0   | 230,0   | 235,0   | 425,0 |
| 4       | Michael Schubert    | NRD                | 108,85 | 182,5  | 187,5  | 190,0  | 222,5   | 230,0   | 235,0   | 425,0 |
| 5       | Aleksandr Popow     | ZSRR               | 103,45 | 182,5  | 187,5  | 190,0  | 227,5   | 232,5   | 237,5   | 420,0 |
| 6       | Norberto Oberburger | Włochy             | 106,70 | 182,5  | 187,5  | 187,5  | 220,0   | 227,5   | 232,5   | 415,0 |
| 7       | Stanisław Małysa    | Polska             | 109,45 | 175,0  | 175,0  | 180,0  | 215,0   | 215,0   | 222,5   | 395,0 |
| 8       | Frank Seipelt       | RFN                | 109,30 | 165,0  | 170,0  | 175,0  | 210,0   | 217,5   | 225,0   | 387,5 |
| 9       | Rickard Nilsson     | Szwecja            | 109,20 | 175,0  | 180,0  | 180,0  | 200,0   | 205,0   | -       | 375,0 |
| 10      | Frank Juul Strømbo  | Dania              | 106,00 | 160,0  | 165,0  | 167,5  | 202,5   | 210,0   | 210,0   | 367,5 |
| 11      | Rich Schutz         | Stany Zjednoczone  | 102,10 | 155,0  | 160,0  | 160,0  | 192,5   | 200,0   | 205,0   | 360,0 |
| 12      | Mark Thomas         | Wielka Brytania    | 108,35 | 155,0  | 160,0  | 160,0  | 195,0   | 205,0   | 205,0   | 360,0 |
| 13      | Jeff Michels        | Stany Zjednoczone  | 108,80 | 155,0  | 162,5  | 167,5  | 185,0   | 192,5   | 195,0   | 360,0 |
| 14      | Omar Yousfi         | Algieria           | 108,55 | 140,0  | 147,5  | 147,5  | 170,0   | 180,0   | 185,0   | 310,0 |
| 15      | Pius Ochieng        | Kenia              | 107,20 | 125,0  | 125,0  | 125,0  | 160,0   | 170,0   | 175,0   | 295,0 |
| 16      | Tauama Timoti       | Samoa Amerykańskie | 108,90 | 110,0  | 120,0  | 125,0  | 140,0   | 140,0   | 152,5   | 260,0 |
| 17      | Milan Cukovic       | Guam               | 109,35 | 95,0   | -      | -      | 120,0   | 125,0   | 127,5   | 220,0 |
| —       | Anton Baraniak      | Czechosłowacja     | 108,75 | 175,0  | 175,0  | 180,0  | 220,0   | 220,0   | 220,0   | —     |
| —       | Eduard Ohlinger     | RFN                | 108,00 | 165,0  | 170,0  | 175,0  | 195,0   | -       | -       | —     |
| —       | Andrew Davies       | Wielka Brytania    | 109,90 | 190,0  | 190,0  | 190,0  | -       | -       | -       | —     |